# 1860 Barbarossa
För andra betydelser, se Barbarossa (olika betydelser).
1860 Barbarossa eller 1973 SK är en asteroid i huvudbältet som upptäcktes den 28 september 1973 av den Schweiziska astronomen Paul Wild vid Observatorium Zimmerwald. Den har fått sitt namn efter Fredrik I Barbarossa.
Asteroiden har en diameter på ungefär 16 kilometer.